# Relações entre Bielorrússia e Vietnã
As relações entre a Bielorrússia e o Vietnã foram estabelecidas em 1991, com o colapso da União Soviética. A Bielorrússia tem uma embaixada oficial em Hanói e o Vietnã possui uma embaixada oficial em Minsk.

## História

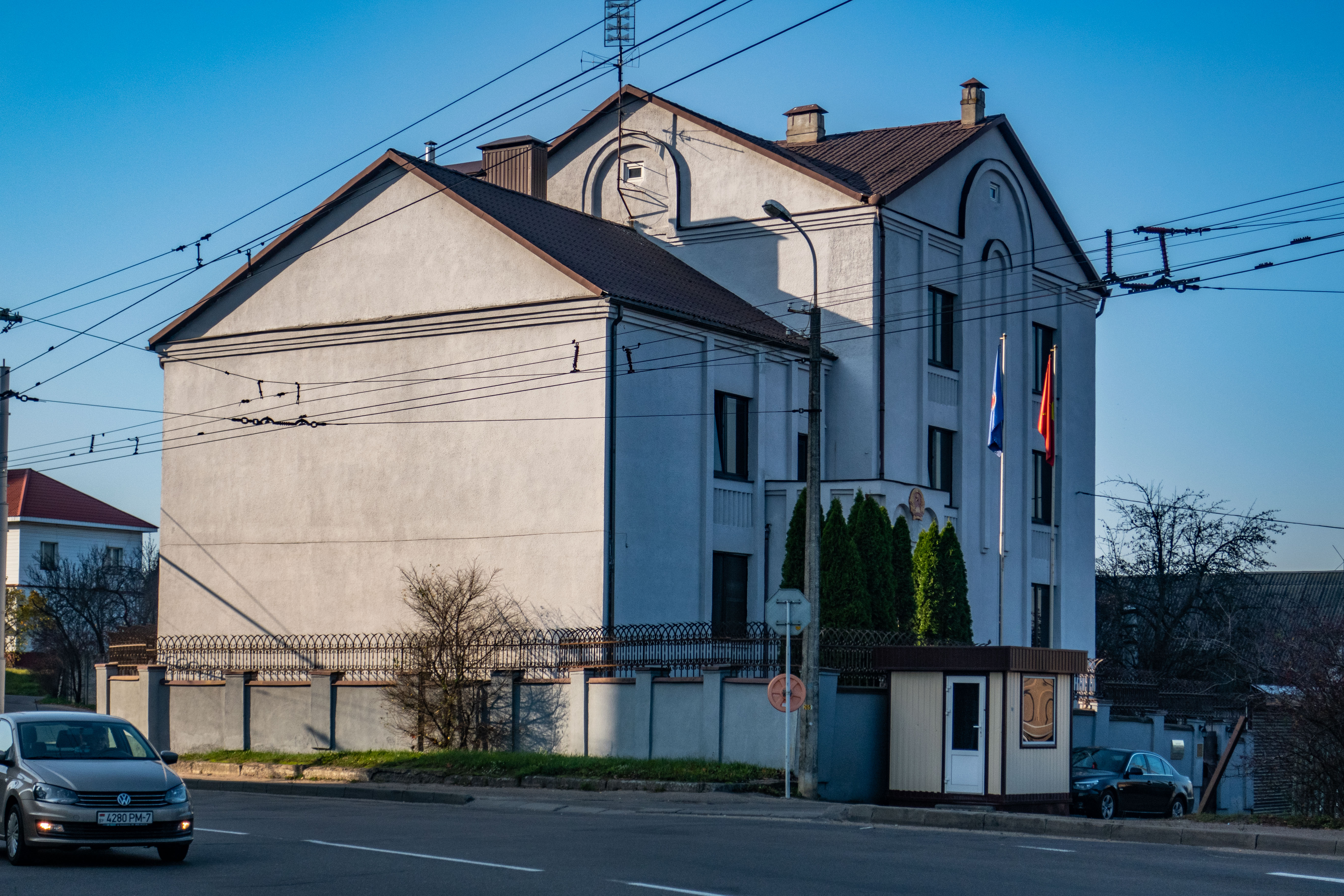
Embaixada do Vietnã em Minsk, na Bielorrússia.

Vários bielorrussos, em sua maioria conselheiros e pilotos, foram enviados ao Vietnã do Norte para ajudar seu aliado comunista na Guerra do Vietnã como parte da União Soviética.
Desde 1991, Bielorrússia e Vietnã mantêm relações relativamente próximas, embora não tanto quanto as relações do Vietnã com outras duas nações eslavas orientais, a Rússia e a Ucrânia. A Bielorrússia desempenhou um papel importante no desenvolvimento da proximidade com o Vietnã, já que o Vietnã depende bastante da assistência de equipamentos militares da antiga União Soviética. Em relação às tensões do Vietnã com a China, a Bielorrússia mantém uma posição neutra.
Aleksandr Lukashenko visitou o Vietnã em várias viagens ao exterior e confirmou seu apoio ao Vietnã em várias questões.
Há uma pequena comunidade vietnamita na Bielorrússia.